# Alessandro Lucarelli
Alessandro Lucarelli (Livorno, 22 juli 1977) is een Italiaans voormalig profvoetballer die als centrale- of linkerverdediger speelde. Hij is een jongere broer van Cristiano Lucarelli.
Lucarelli's profloopbaan begon bij Piacenza. Hij speelde daarna voor onder meer Palermo, Fiorentina, Livorno en Reggina. Hij kwam vanaf 2008 uit voor Parma FC, waarvan hij aanvoerder werd. Na een faillissement in 2015 bleef hij de club trouw bij een doorstart in de Serie D als Parma Calcio 1913.
Lucarelli promoveerde op 18 mei 2018 (als vicekampioen) voor het derde jaar op rij met Parma Calcio 1913 om zo terug te keren naar de Serie A. Tot op de laatste speeldag maakte de club, net als kampioen Empoli, kans om rechtstreeks te promoveren. De tweevoudig UEFA Cup-winnaar had de kansen echter niet in eigen hand. Concurrent Frosinone beschikte over de beste papieren, maar liet het op eigen veld afweten tegen US Foggia: 2-2. Parma zelf won onder leiding van trainer Roberto D'Aversa zelf met 2-0 bij Spezia, door treffers van Fabio Ceravolo en Amato Ciciretti.
Lucarelli stopte na 333 wedstrijden voor Parma op veertigjarige leeftijd met betaald voetbal. De club maakte daarna bekend dat er nooit meer een andere speler zijn rugnummer 6 zou dragen.